# Giovanni Meneghetti
Giovanni Meneghetti (Vicenza, 1730 circa – Vicenza, 4 dicembre 1794) è stato un violinista e compositore italiano.

## La vita e la musica
Nasce a Vicenza nel 1730, o comunque intorno a quell'anno, non essendo citato l'atto di nascita. Figlio di Gaetano - direttore d'orchestra, organista e abilissimo violinista -, Giovanni viene unanimemente ricordato, alla stregua del padre, quale valente violinista, organista e direttore d'orchestra.
«Visse buono ed onesto, sprezzò ricchezze ed onori», scriveva lo storico locale Andrea Alverà sul primo numero del Giornale biografico di Vicenza (1827), ricordando che in più occasioni Meneghetti aveva viaggiato per l'Europa, toccando anche le corti di Monaco e Vienna e mietendo onori riservati a pochi, ma il suo carattere schivo lo condusse a rifiutare prestigiosi incarichi presso diverse corti straniere che se le contendevano, fra le quali quella di Baviera.
La sua carriera professionale è prevalentemente legata alla chiesa vicentina di S. Corona che servì, in qualità di organista, dal 1º maggio 1755 all'11 novembre 1770 e quindi dal maggio 1783 alla sua morte; inoltre alla chiesa del locale convento gesuitico dal dicembre 1757 al 1764.
Tra le composizioni del vicentino torreggiano per certo i sei concerti per violino ed archi - il sesto manca delle parti di viola e di basso -, in cui seppe fondere i tratti dei concerti solistici con quelli dell'ormai desueto concerto grosso, alternando sezioni di tutti, in cui interviene l'intero organico, con il violino che procede in rigoroso unisono con i violini primi, a quelle tipicamente solistiche, in cui lo strumento ad arco procede con atteggiamenti improvvisativi; scrisse anche delle sonate per violino e basso continuo e delle sonate per clavicembalo, che si rifanno allo stile tratteggiato da compositori per tastiera quali Domenico Scarlatti e ancor più Baldassare Galuppi, suo coevo. Degna di nota anche la cantata per l'Accademia Armonica di Vicenza Gli elogi della musica (1757), su testo del nobile vicentino Giulio Tortosa e la Messa da requiem, che venne eseguita anche in occasione delle proprie esequie solenni, oltre ad altre musiche sacre - messe, oratori, mottetti.

## Discografia essenziale
- Giovanni Meneghetti: Concerti e sonate, Giovanni Guglielmo ed Enrico Zanovello, Archicembalo Ensemble, Tactus, TC.731301

## Fonti
http://www.tactus.biz/store/product_info.php?cPath=&products_id=487, Francesco Passadore
| Controllo di autorità | VIAF (EN) 68389848 · ISNI (EN) 0000 0001 1664 6816 · CERL cnp01148488 · LCCN (EN) n2007091017 · GND (DE) 135975808 |